# Cerkev Santa Maria della Rotonda, Albano Laziale
Cerkev Marija Santissima della Rotonda ('a Ritonna v albanensskem narečju), prej znana kot Santa Maria Maggiore, je pomembno Marijino svetišče v Laciju, ki se nahaja v mestu Albano Laziale, v pokrajini Rim, na področju Castelli Romani. Je tudi arheološko pomemben spomenik.
Cerkev je stara okrogla romanska stavba in sega v prvo stoletje, narejena na temeljih Domicijanove vile, ki je bila sprva nimfej ali morda tempelj. Stavba je bila pretvorjena za krščansko uporabo v času Konstantina Velikega ali v obdobju med devetim in enajstim stoletjem.
Verjetno so se v prvih stoletjih obstoja opravljali verski obredi v bizantinskem načinu, od štirinajstega stoletja do leta 1444 so ga upravljale avguštinske nune, kasneje je bil dodeljen baziliki Santa Bonifacio ed Alessio all'Aventino v Rimu, ki ga je vodila do leta 1663, ko je cerkev kupila škofija Albano, da bi uredila semenišče. Med letoma 1708 in 1799 je semenišče in cerkev vodil oče Scolopi. Od takrat je v lasti škofije in pripada župniji katedrale bazilike Sv. Pankracija. Danes je arhitekturni spomenik lokalnega pomena.

## Zgodovina

### Prvotna uporaba
Zgradba ima tloris kvadrata, v katerega je vstavljen krog, in je bila najprej uporabljena kot svetišče.
Po najverjetnejši razlagi naj bi bila stavba zasnovana kot tempelj posvečen boginji Minervi, ker naj bi bil cesar Domicijan zelo zavezan temu božanstvu. Trditve s strani nekaterih klasičnih avtorjev kažejo na to, da so tukaj praznovali slovesni praznik Quinquatria v čast Minervi.
Učenjak Giuseppe Lugli trdi, glede na primerjavo z drugimi rimskimi stavbami krožno-kvadratne oblike, da je svetišče Rotunda v Domicijanovem času služilo kot nimfej. Tako menijo tudi v novejši dobi na osnovi arheoloških izkopavanj in restavracije v letih 1935-1938.
Z ustanovitvijo Castra Albana (utrjenega tabora za Legio II Parthica, nastalega okoli leta 197, med vladanjem cesarja Septimija Severa), je bil nimfej verjetno pretvorjen v kraj poganskega čaščenja, o čemer naj bi pričal oltar iz granita najden med izkopavanji 1935-1938 na nivoju Severovih tal, nekoliko dvignjenih v primerjavi z Domicijanovimi. Med izkopavanji v tridesetih letih je bila ugotovljena plast zemlje pomešana s semeni pšenice: to kaže na obstoj poganskega čaščenja v zadnjih stoletjih cesarstva, in izključuje trditve, da je prišlo do krščanske posvetitve v času Konstantina Velikega. Slednje je verjetno potekalo šele kasneje okoli osmega stoletja

### Krščanska uporaba

#### Od prvega do štirinajstega stoletja
Splošno prepričanje je, da je bilo krščanska cerkev ustanovljena za vzhodne verske obrede. Slika Madonna della Rotonda je delo iz let med 6. in 8. stoletjem ali med enajstim in dvanajstim stoletjem. Prve najdbe iz srednjega veka, ugotovljene med arheološkimi izkopavanji v svetišču, so drobci marmorne dekoracije iz obdobja med devetim in desetim stoletjem.
Prva posvetitev cerkve, od čemer nimamo zapisa, se je zgodila nekako leta 1060, pod papežem Nikolajem II. V raziskavi, izvedeni pred drugo posvetitvijo oltarja leta 1316, so našli fragment papirja, skupaj z relikvijami in marmorno plaketo s starogrškim napisom.
Vendar pa je najstarejši uradni dokument, kjer je omenjena cerkev Santa Maria della Rotonda, pismo papeža Celestine III. z dne 16. decembra 1195, v katerem govori o deželi positi in territorio Albanensi in Caccabellis, ki meji na eni strani s S. Maria Rotunda de Albano.
Ni jasno, kdo bi v tem obdobju upravljal cerkev. Galletti je menil, da je cerkev pripadala samostanu Santa Maria di Grottaferrata, ki je imel na območju Albana veliko posesti. Glede na ohranjeno arhivsko gradivo pa je možno, da je cerkev v začetku trinajstega stoletja upravljal duhovnik zaposlen v škofiji Albano suburbicarian in v začetku štirinajstega stoletja, kaplan zaposlen pri avguštinskih nunah.
8. september 1316 je bila cerkev ponovno posvečena na zahtevo opatije avguštinskih nun sester Agnes. Proslavo je vodil škof Nikolaj Tortiboli, pri čemer so relikvije iz leta 1060 namestili v notranjost oltarja.
Cerkev je bila v štirinajstem stoletju deležna obilnih donacij navadnih ljudi in celo rimskih državljanov, kar je nedvomno obogatilo skupnost nun.

#### Od petnajstega do sedemnajstega stoletja
V letih 1435-1436 je Albano, skupaj s Castel Gandolfom, gradom Savelli in Borghetto di Grottaferrata - vse last družine Savelli, porušila do tal papeževa vojska, ki ji je poveljeval kardinal Giovanni Maria Vitelleschi, v času vojne med papežem Evgenijem IV. in rimskimi pomembnimi družinami. Kasneje, 15. junij 1444, ko so bili uničeni cerkve in samostani in Evgenij IV. odstavljen, je prevzela upravljanje bazilika Santissimi Bonifacio ed Alessio all'Aventin v Rimu: med njimi je bilo tudi cerkev Rotunda z vsemi pritiklinami.
V prvih letih sedemnajstega stoletja je bilo v cerkvi izdelanih veliko okraskov in novi oltarji. Vendar pa je bilo že po apostolskem obisku Marca Antonia Tommasija leta 1661, potrjeno opuščanje, čeprav je pristojnost še vedno pripadala menihom iz bazilike Santissimi Bonifacio ed Alessio all'Aventino. Kardinal Albana, Giovanni Battista Pallotta je odločil, da se pritoži na apostolski predpis Instaurandae regularis disciplinae, ki ga je izdal papež Inocenc X. leta 1652 - super soppressione parvorum conventuum, ac prohibitione erigendi novos (ali "ukinitev samostanov in prepoved postavljanja novih ").
Leta 1667 je kardinal Ulderico Carpegna, po nekaj restavratorskih posegih, preselil sedež lokalnega škofovskega semenišča v stavbe, ki jih je škofija kupila ob cerkvi Rotunda. Nadaljnja dela v notranjosti so bila izvedena s sredstvi kardinala Virginio Orsinija leta 1673, ki je zgradil osrednjo kupolo z laterno in streho iz svinca.

#### Osemnajsko stoletje
Papež Klemen XI. je, z Breve apostolico z 19. junija 1708, dodelil kongregaciji Chierici Regolari Poveri della Madre di Dio delle Scuole Pie upravljanje semenišča in cerkve.
Ob obisku papeža Benedikta XIII. v Albanu leta 1727, je kardinal Nicolò Maria Lercari zgradil tik ob zakristiji kapelo posvečeno sv. Filipu Neriju.
Dne 5. junij 1728 škof Ranieri-Simonetti, kanonik bazilike svetega Petra v Vatikanu slovesno kronal podobo Marije Rotunda v prisotnosti mestnih oblasti.
V času lakote v letih 1755, 1756 in 1779 pravi ljudsko izročilo, so na veliko prosili Madonno della Rotonda: zlasti leta 1779 je velik pritok vernikov privedel do poškodb stopnic k oltarju.
Po francoski okupaciji Rima 9. februarja 1798 in poznejši razglasitvi rimske republike 15. februarja, so bili Frascati, Marino, Albano in Velletri oblikovani v številne avtonomne republike pobratene z rimsko.

#### Devetnajsto in dvajseto stoletje
Leta 1801 je bila skrb za cerkev ponovno zaupana škofijskim duhovnikom.
Od 21. maja do 5. decembra 1829 je območje Colli Albani streslo 248 potresov, poškodb ljudi in zgradb je bilo malo, kar so pripisali priprošnji pri Madonni della Rotonda, tako da so med 22. in 30. avgustom istega leta potekala praznovanja novega kronanja podobe v stolni baziliki Sv. Pankracij. Leta 1833 so bila izvedena nekatera restavratorska dela in obnova stavbe, ki so korenito spremenila izvirni romanski videz, med drugim je bil izveden okras gvaš, kasneje obnovljen leta 1883, ker je bil prvotni uničen.
Leta 1878 je kardinal Gustav Adolf von Hohenlohe-Schillingsfürst naročil novo fasado v dorskem slogu, ki jo je zasnoval Mariano Salustri. V notranjosti cerkve so obnovili tla.
Podoba Madonna della Rotonda je bila slovesno okronana že tretjič 14. maj 1905. Krona je bila pritrjena na sliko leta 1829, skupaj z drugim nakitom in nekaj votivnimi podobami.
Prva obnova v sodobnem pomenu, usmerjena v obnavljanje romanske strukture, sega v leto 1919, ko so izdelali štiri stranske niše. Leta 1931 je bil ustanovljen odbor državljanov za spodbujanje obnove kupole. Regionalni spomeniški zavod za Lacij je pričel prva dela na strukturi, vendar so imeli velike težave po vsej stavbi. Med letoma 1933 in 1934 je bil pripravljen obsežen projekt predelave objekta, da bi ji vrnili prvotni romanski videz. V letih 1935 - 1938 so utrdili kupolo, znižali tla za 3,30 metrov pod nivo ceste na rimsko raven; obnovili so opečne stene in nadaljevali z rebri iz lehnjaka, ki podpirajo kupolo; obnovo apside in stranskih niš; odkrili os freske iz štirinajstega stoletja zakrite v okviru prejšnjih adaptacij.
Glavni oltar v cerkvi je bil posvečen po obnovi 5. avgusta 1938.
Mesto Albano je utrpelo prvi in najbolj množičen zavezniški bombni napad v času druge svetovne vojne 1. februarja 1944, skupaj z Ariccio. Škoda na zgradbi cerkve je bila ocenjena 26. junija 1944, naknadna raziskava, ki je bila izvedena 20. julija 1948 je pokazala potrebo po pokritju strehe z žično mrežo in lesenim ogrodjem, da bi se preprečil vdor deževnice. 28. junija 1949 je bila izvedena raziskava romanskega zvonika, dela na sanaciji so se začela oktobra 1951.
Leta 1960 so cerkev zaprli zaradi prekomerne vlage (med 87% in 95%), ki je škodovala tako umetninam kot vernikom. Vzrok so pripisali ne le obodnim stenam, predvsem staremu nadstropju, ki so ga odkrili po obnovitvi 1935-1938 približno 3 metrov pod nivojem ceste. Rešitev je bila odpraviti starodavna mozaična tla in jih nadomestiti z novimi, opremljenimi s klimatsko komoro.

## Opis

### Razvoj
Stavba je bila verjetno zgrajena v času vladanja Titusa Flaviusa Domicijana (81-96) in je pripadala celotni Domicijanovi vili v Castel Gandolfo, ruševine, ki so v veliki meri vključene v sedanjo papeško palačo Castel Gandolfo.
V času gradnje, se je stavba pojavila kot valj, včrtan v kocki s kupolo, vse v celoti zgrajeno v opus mixtum, podobno Panteonu v Rimu.
Z gradnjo na robu Domicijanove vile v Castel Gandolfu je naknadno, okoli leta 183, Castra Albana pod vladavino Septimija Severa, pred prvotno stavbo zgradila pravokoten predprostor, ki je omogočal vhod v stavbo. Poleg tega so okoli kvadratne strukture cerkve zgradili nove stavbe, ki so propadle z opustitvijo Castra Albana v četrtem stoletju. Ruševine so našli med izkopavanji 1935-1938.
Nova dela so bila izvedena nekje med osmim in enajstim stoletjem, kot posledica posvetitve v krščansko cerkev: dodali so nadstropje postavljeno na višini 1,75 metra, stavba, ki je bila originalno prosta, dobila je apsido s premerom 4,50 m. V letih izkopavanj 1935-1938 so bili najdeni ostanki nadstropja -  bloki belega marmorja. Po dvanajstem stoletju je bila zgrajena današnja apsida. Štiri romanske niše so bile pretvorjene v kapele. V štirinajstem stoletju je bila cerkev obogatena s ciklusom fresk zgodba resničnega križa in sv. Ane.
Po obdobju strmega upada, v katerem je bilo svetišče v lasti menihov iz bazilike Santissimi Bonifacio ed Alessio all'Aventino iz Rima ali pa med letoma 1444 in 1663 v sedemnajstem stoletju, so bile narejene številne spremembe strukture, s prenovo stavbe v slogu baroka. Vrhunec tega procesa je bil dosežen s pokritjem centralne kupole z laterno, delo je naročil leta 1673 kardinal Virginio Orsini.
V devetnajstem stoletju je bilo obnovljeno zanimanje za arhitekturo cerkve. Nekatera dela so bila opravljena za drugo kronanje podobe Marije leta 1829, medtem ko so leta 1878 predelali tla in fasado.
Vsa arhitekturna dela, ki niso bila rimskega in bizantinskega izvora, so v restavracijah v letih 1935-1938 ukinili, saj so si zadali cilj obnovitev stavbe v prvotni obliki: zato je odpadla lanterna iz sedemnajstega stoletja, opečne stene so bile osvobojene štukature iz osemnajstega stoletja, ponovno so odprli stranske niše, nadstropje je glede na Domicijanovo stopnjo več kot tri metre pod nivojem ceste. Cerkev trenutno ohranja videz, ki ji je bil dan v tridesetih letih, razen restavratorskih del opravljenih v šestdesetih letih na tleh, da bi zaustavili vlažnost.

### Zunanjost

#### Fasada
V osemnajstem stoletju je bila, kot kaže gravura slikarja Carla Labruzzija (1748 - 1817),  fasada samo ometana stena, na katerih so bila vrata, obdana z entablaturo iz lepega romanskega marmorja. Leta 1878 je kardinal Albana, Gustav Adolf von Hohenlohe Schillingsfürst, finančno prispeval, skupaj s skupnostjo premožnih domačinov, da so zgradili novo fasado v dorskem slogu, ki jo je zasnoval Mariano Salustri. Ta fasada, 15 metrov visoka in 12 m široka, ima napis z železnimi črkami:
« DEIPARAE A ROTVNDA »
Čeprav je bila ta fasada porušena v obnovi 1935-1938, so na njenem mestu zgradili pravokotno lopo 16,30 x 4,35 metrov, v okviru katere so bila leta 1954 narejena prvotna tla, črno-bel mozaik z risbami morske pošasti.
Portik, zgrajen po obnovi 1935-1938, je postavljen nazaj z dovoljenjem mesta Albano 17. junija 1977.

#### Zvonik
Zvonik, izjemen primer romanske arhitekture iz začetka štirinajstega stoletja, je bil obnovljen v prvotno stanje po delu "modernizacije" v sedemnajstem stoletju, ko je bil pokrit s štukom iz leta 1708.
12. oktobra leta 1949 in 2. julija 1951 sta bili izvedeni strokovni prenovi zvonika: zazidane so bile obstoječe odprtine v spodnjem delu zvonika, dodane ploščice v kosmatskem slogu in dokončan venec. Poleg tega so bili narejeni žlebovi.

### Notranjost
Notranjost je okrogla, pred obnovo 1935-1938 je imela premer 15,60 metrov, zdaj meri 16,10 metra, obseg ostal nespremenjen pri 49,10 metra.

#### Stranske niše
Z obnovo 1935-1938 so štiri stranske niše, nameščene v diagonalah stavbe vrnili v prvotno funkcijo -  štiri fontane z mozaiki.
V krščanski dobi so štiri niše vsebovale manjše oltarje. Po prvi posvetitvi 1060, so nekateri znanstveniki predvidevali, da bi bili oltarji posvečeni štirim svetnikom, katerih relikvije so bili dane v aktu o posvetitvi. Med izkopavanji leta 1919 je bila najdena, na globini približno 1,95 metra pod podom cerkve, vrsta štirih blokov belega marmorja in vulkanskega tufa 60 cm širokih, kar bi lahko pripadalo pragu krščanskega oltarja.
Ob posvetitvi leta 1316 so bile izvedene nove spremembe uporabe niš. Pri vhodu je bila pretvorjena v kapelo, posvečeno cesarici sv. Heleni, in so leta 1919 ugotovili, da je bila poslikana s ciklom zgodbe pravega križa. Prva niša levo je delno stena zvonika, preostali dve niši so zazidali in so jih uporabljali kot podhod v zakristijo.
V sedemnajstem stoletju so bile niše namenjene različnim zadevam; na primer leta 1616 je rimski državljan Lelio Santori zgradil na desni steni svetišča oltar, posvečen sv. Karlu Borromeo.
Niše so usposobili v prvotno stanje v prvih desetletjih dvajsetega stoletja in ta vidik je še danes ohranjen.

#### Kupola
Kupola, največjega obsega 49,10 metrov, predstavlja na zunaj s tremi stopnjami nagnjeno streho z odprtino na sredini.
Leta 1673 je bila ta odprtina zaprta z lanterno, ki je bila postavljena z denarjem kardinala Virginia Orsinija. Z obnovo 1935-1938 je bila odstranjena.
Zadnje delo na kupoli je bila ureditev zajetja deževnice prek omrežij kovinskih in lesenih okvirjev 20. julija 1948.

#### Tla
Prvotna tla stavbe so bila obložena z mozaikom, ki je danes preseljen v portik. Med padcem zahodnega rimskega cesarstva v enajstem stoletju, ko se omenja prva posvetitev cerkve, so bila tla dvignjena za približno 1,75 metra. Med izkopavanji 1935-1938 so našli rimski oltar iz granita, plast popečenih zrn pšenice, celo grob rimskega legionarja, kar daje predstavo o različnih funkcijah, ki jo je imela stavba v času visokega srednjega veka.
V določenem času med drugo posvetitvijo (1316) in v znatnem delu zgodnjega sedemnajstega stoletja, so bila tla zvišana na 1,90 metra nad prvotnimi, torej več kot dva metra od rimskih tal.
Na drugem kronanju podobe Marije Rotunda leta 1829, so bile narejene nove talne ploščice, ki so se nahajale 25 cm višje kot v prejšnjem stoletju. To nadstropje so razstavili v času obnove 1935-1938, sestavljeno je bilo iz opeke in belega marmorja uokvirjenega v črnih osmerokotnikih.
Kot je bilo že omenjeno, je bila 1935-1938 pohodna površina cerkve dana na prvotni Domicijanov nivo, 3,30 m pod nivojem ceste. Zaradi močne zračne vlažnosti med 87% in 95% , je bila leta 1960 cerkev zaprta za bogoslužje. Mozaike so prenesli na verando pred vhod v svetišče.

#### Apsida
Apsidalno območje, element tuj prvotni rimski strukturi, je dobil današnjo podobo z obnovo 1935-1938. Posege v prezbiteriju so izvedli v sedemnajstem stoletju s podobo Marije Rotonda in nato v devetnajstem stoletju. V baroku so dodali podobo Matere božje, sestavljene iz dveh stebrov, pediment, na katerem sta ležala dva kipa, ki sta prikazovala trdnjavo in pravičnost. V središču v lesenem okvirju sta dva angela podpirala starodavno ikono Device Marije z detetom naslikana v 15. stoletju v bizantinskem slogu. Glavni oltar je iz sedemnajstega stoletja iz belega marmorja. Na desni strani oltarja so ostanki fresk, od katerih je najbolj popolna iz 14. stoletja zgodba pravega križa. Desni oltar ima fresko sv. Ane s svetniki Janeza in Ambrozija iz 13. stoletja, ki jo pripisujejo Cavalliniju. Leta 1833 je rimski državljan, Dionisio Baldini financiral rekonstrukcija parapeta in nadstropje prezbiterija, tudi tabernakelj in stopnice k oltarjem.
Sedanji oltar, obnovljen 5. avgusta 1938, je podprt s fragmentom iz marmorja cesarske starosti, ki je do leta 1878 služil kot entablature vrat svetišča.
Ambon je izdelan iz antičnih stebrov na katerih je kapitel in bizantinski fragmenti iz romanike, vsa gradiva, odkrita v nasipih svetišča med obnovo. Krstilnik je okrnjen steber črnega marmorja, ki se nahaja v sodobnih tleh.
Mozaik na zlatem ozadju v loku apside je delo iz tridesetih let dvajsetega stoletja, delo vatikanske šole mozaikov pod vodstvom profesorja Biagio Biagettija, in se zgleduje po mozaiku iz štirinajstega stoletja Jacopa Torritija v apsidi bazilike Santa Maria Maggiore v Rimu.

#### Zakristija
Zakristija je bila dodana nimfeju v krščanski dobi, verjetno vzeta iz stavbe, ki je mejila na svetišče. V zgodnjih letih štirinajstega stoletja je bila razširjena z zaprtjem ene od štirih rimskih stranskih niš. Na pobudo kardinala Nicolò Maria Lercarija, je bila leta 1727 dodana kapela, posvečena sv. Filipu Neriju.
15. septembra 1965, je občinska uprava Albana predlagala projekt dokončanja ureditve zakristije. Ta projekt je bil odobren 25. oktobra. Trenutno je v zakristiji majhen muzej, v katerem hranijo fragmente sarkofagov in grobnih napisov vojakov Legio II Parthica in pogrebne stele z napisom v starodavni grščini dojenčka Eutychesa, ki je umrl star dve leti in je bil, kot so ugotovili iz najdb, pokopan na svetišču.

## Praznik
Praznik Madonna della Rotonda se verjetno praznuje od enajstega stoletja, ali pa že pred posvetitvijo svetišča kot kraj krščanskega čaščenja. Vendar pa je bilo šele po epidemiji kolere leta 1867, ustanovljen kot pravno posvečen Mariji Rotunda na prvo nedeljo v avgustu, in to še vedno ostaja.